# خط كتفي
الخط الكتفي، هو خط رأسي يمر عبر الزاوية السفلية للكتف.
وقد تم استخدامه في تقييم شلل الضفيرة العضدية.